# Unruhe
«Unruhe» es el cuarto episodio de la cuarta temporada de la serie de televisión estadounidense de ciencia ficción The X-Files. Se emitió originalmente en la cadena Fox en los Estados Unidos el 27 de octubre de 1996 y fue el primer episodio que se emitió el domingo por la noche cuando el programa se trasladó de viernes a domingo. «Unruhe» fue escrito por Vince Gilligan, dirigido por Rob Bowman, y contó con una aparición especial de Pruitt Taylor Vince. El episodio es una historia del «monstruo de la semana», desconectada de la mitología más amplia de la serie. «Unruhe» obtuvo una calificación Nielsen de 11,7, siendo visto por 19,10 millones de personas en su emisión inicial.
El programa se centra en los agentes especiales del FBI Fox Mulder (David Duchovny) y Dana Scully (Gillian Anderson) que trabajan en casos relacionados con lo paranormal, llamados expedientes X. En este episodio, Mulder y Scully investigan a un hombre que secuestra mujeres y las lobotomiza. Las únicas pistas de los agentes para atraparlo son fotos distorsionadas de las víctimas tomadas justo antes de su secuestro.
Gilligan escribió el episodio después de inspirarse en las historias de asesinos en serie que leyó cuando era niño. Otras inspiraciones incluyen el concepto de fotografías de pensamientos y los temores comunes asociados con las sillas de dentista. El episodio recibió una recepción generalmente positiva, aunque los críticos criticaron la trama en la que Scully es secuestrada. La atención crítica también expresó una opinión positiva sobre cuán aterrador fue el episodio. El actor invitado Taylor Vince recibió críticas positivas como antagonista del episodio.

## Argumento
En Traverse City, Michigan, Mary Lefante va a una farmacia local para que le tomen una foto de pasaporte. Al darse cuenta de que ha olvidado su billetera, regresa a su auto y descubre que su novio ha sido asesinado. El asesino, vestido con un impermeable con capucha, deja inconsciente a Lefante con una aguja hipodérmica y luego la secuestra. Mientras tanto, en la farmacia, la anciana dependienta abre la foto Polaroid, que la muestra gritando en medio de un fondo distorsionado.
Fox Mulder (David Duchovny) y Dana Scully (Gillian Anderson) están asignados al caso. Hablando sobre la fotografía, Mulder le cuenta a Scully sobre Ted Serios, un fotógrafo psíquico que era famoso por hacer fotos que mostraban lo que tenía en mente. Toma fotografías de su mano enguantada con una cámara Polaroid que encontró en el apartamento de Lefante, y todas parecen iguales a la de la farmacia. Mulder deduce que el secuestrador ha estado acechando a sus víctimas y es capaz de realizar fotografías psíquicas.
Lefante se encuentra deambulando al borde de la carretera, pero parece que le han hecho una lobotomía mal realizada. Otra mujer, Alice Brandt, es luego secuestrada. Se despierta atada a la silla de un dentista, con su secuestrador blandiendo un picahielos y hablando en alemán. Mulder regresa a Washington D. C., para analizar digitalmente las fotos y no encuentra evidencia de que hayan sido manipuladas. Al examinar de cerca las fotos, encuentra el rostro de un anciano y la sombra del secuestrador, que parece ser extremadamente alto o tener piernas anormalmente largas.
Scully, al encontrar una empresa de construcción a la que se hace referencia en ambas escenas del crimen, investiga la posible pista y conoce a Gerry Schnauz (Pruitt Taylor Vince), un instalador de placas de yeso, que trabajó cerca de ambas escenas del secuestro. Ella recibe una llamada de Mulder y, después de escuchar lo que encontró en las fotos, se da cuenta de que Schnauz, que usa zancos que lo hacen muy alto, es el sospechoso. Schnauz intenta huir mientras usa los zancos, pero Scully lo persigue y lo arresta. Los agentes interrogan a Schnauz, quien alguna vez estuvo institucionalizado por golpear a su padre con el mango de un hacha en represalia por el abuso que su hermana sufrió a manos de su padre. Cuando se le pregunta sobre la ubicación de Brandt, Schnauz afirma que está a salvo de los «aulladores», espíritus supuestamente maliciosos que habitan el lóbulo frontal de las personas y los obligan a mentir o negar su existencia. Brandt pronto se encuentra en el bosque, lobotomizado. Mulder cree que Schnauz piensa que está rescatando a sus víctimas de los aulladores y que las fotos muestran sus pesadillas.
Schnauz escapa de la custodia policial al matar a un oficial y luego roba la farmacia de la apertura, tomando la cámara fotográfica del pasaporte, la película y una variedad de materiales relacionados con las drogas. Mientras investiga el robo, Scully queda inconsciente y secuestrada por Schnauz. Mulder se dirige a la oficina donde el padre de Schnauz solía trabajar como dentista y descubre que falta la silla de examen. Scully se despierta atada a la silla con Schnauz diciendo que va a matar a los aulladores en su cabeza. Schnauz se toma una foto de sí mismo, cuyos resultados lo perturban mucho, luego se prepara para lobotomizar a Scully. Mulder, después de haber encontrado una pista en una foto de Scully de la cabina de fotos de la farmacia, encuentra un sitio de construcción cerca de la tumba del padre de Schnauz y se da cuenta de que la casa rodante estacionada allí pertenece al Schnauz más joven. Se las arregla para entrar y dispararle a Schnauz antes de que pueda atacar a Scully. Mulder mira la foto que Schnauz se tomó a sí mismo, en la que aparece muerto en el suelo. Luego se descubre un diario entre las cosas de Schnauz, que incluye una lista de las mujeres que pretendía salvar: Mary Lefante, Alice Brandt y la agente Scully.

## Producción

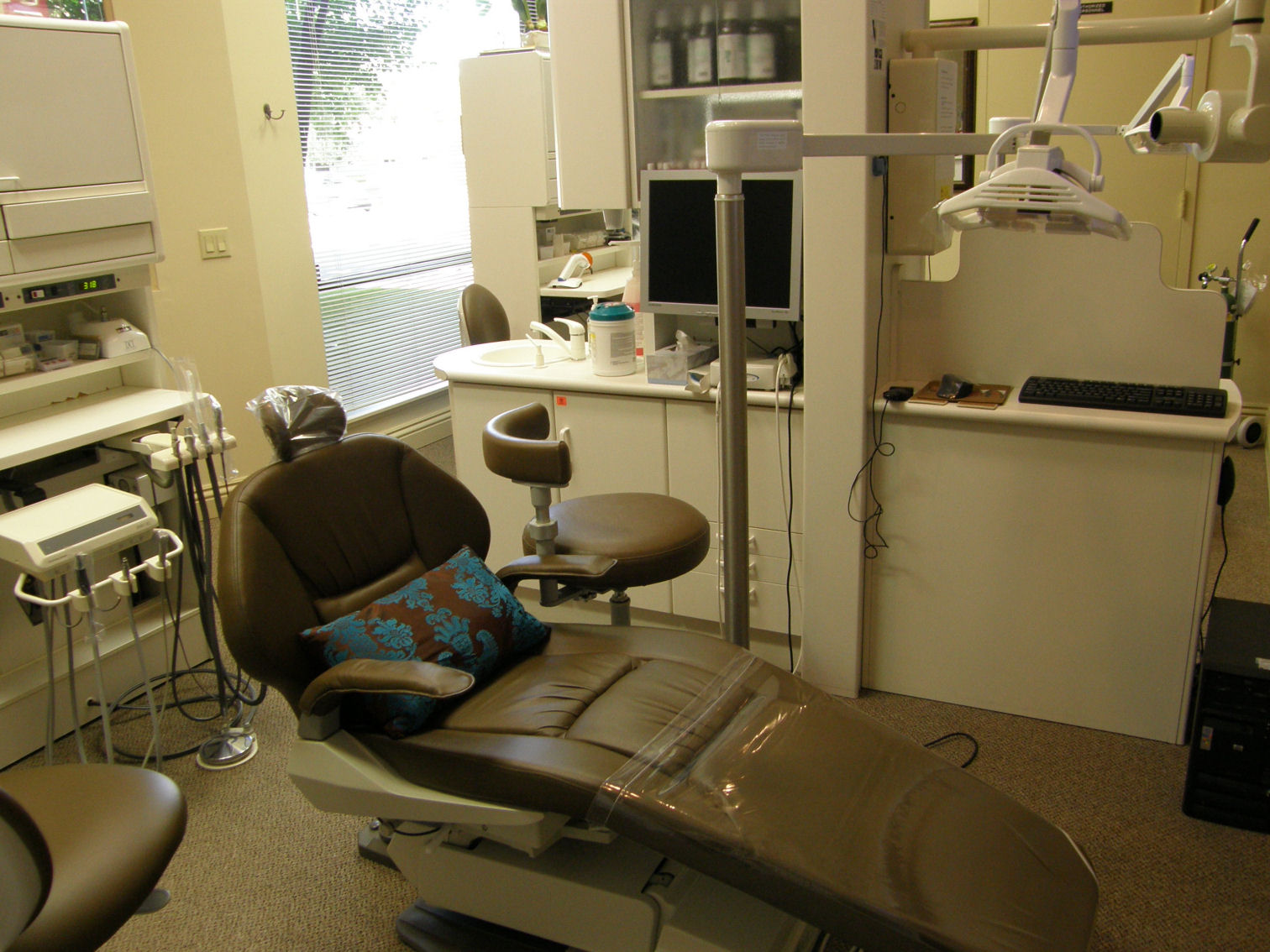
Una silla de odontología se destacó en el episodio porque Vince Gilligan pensó que la mayoría de las personas tenían un miedo natural de ir al dentista.

La inspiración para «Unruhe» fue un libro de Time-Life sobre asesinos en serie que el escritor de episodios Vince Gilligan había leído cuando era niño; A Gilligan, en particular, le llamó la atención la historia de Howard Unruh, quien disparó y mató a 13 personas (incluidos tres niños) durante una caminata de 12 minutos por su vecindario el 6 de septiembre de 1949, en Camden, Nueva Jersey. El episodio también fue inspirado por Ted Serios, cuya «fotografía del pensamiento» es mencionada por Fox Mulder en el episodio. Gilligan había escrito el papel de Schnauz con Taylor Vince en mente cuando lo vio en la película de Adrian Lyne Jacob's Ladder (1990). En realidad, a Vince se le había ofrecido un papel en el programa durante su primera temporada, pero lo rechazó en ese momento porque era una parte «demasiado pequeña». La idea de que Schnauz sentara a sus víctimas en una silla de dentista se agregó al guion debido al miedo dental generalizado entre la población estadounidense en general.
La mayoría de las escenas que muestran a Schnauz sobre zancos de yesero fueron filmadas con especialistas. En la escena en la que Scully se encuentra con Schnauz, se colocó un cable a Vince para mantenerlo erguido sobre los zancos; este cable luego se eliminó en la posproducción. El maestro de utilería Ken Hawryliw se vio obligado a crear su propio leucotomo después de no poder obtener uno real de un hospital. El título del episodio, «Unruhe», es la palabra alemana para «malestar» o «inquietud». Cuando Scully le habla en alemán a Schnauz, dice «Ich habe keine Unruhe» (literalmente «No tengo inquietud»). El episodio presenta de manera destacada la droga escopolamina que puede hacer que las personas pierdan el conocimiento rápidamente, que es una condición que puede dejar a las personas inconscientes después de grandes momentos de dolor.

## Emisión y recepción

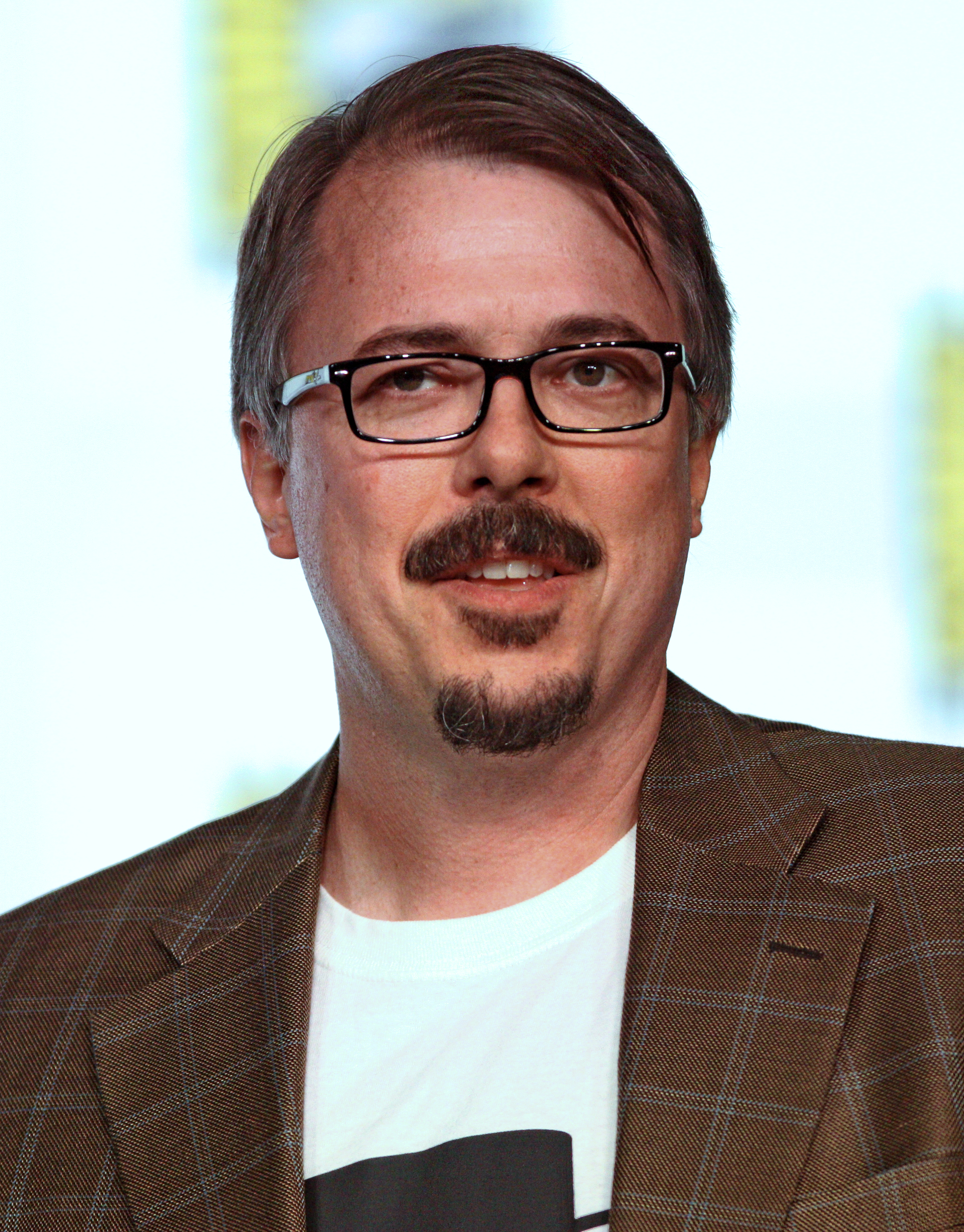
La escritura de Vince Gilligan recibió críticas positivas, y se hicieron comparaciones con su episodio anterior «Pusher».

«Unruhe» se estrenó en la cadena Fox el 27 de octubre de 1996. Este episodio obtuvo una calificación Nielsen de 11,7, con una participación de 18, lo que significa que aproximadamente el 11,7 por ciento de todos los hogares equipados con televisión y el 18 por ciento de los hogares que ven televisión, sintonizaron el episodio. Fue visto por 19,10 millones de personas. Este episodio se transmitió fuera de orden en el programa de producción de la serie, ya que una vez que los productores del programa supieron que pasarían a los domingos a partir del cuarto episodio de la temporada, decidieron retrasar este episodio, sintiendo que sería un excelente representante del programa para su primer episodio del domingo por la noche y un mejor representante que el cuarto episodio de la temporada filmado, «Teliko».
Entertainment Weekly le dio al episodio una «C», sintiendo que el «concepto interesante» de las fotografías psíquicas fue arruinado por el «truco estándar de Scully en apuros». Emily VanDerWerff de The A.V. Club fue más positiva y lo calificó como «B+». Sintió que su «mayor virtud» era ser aterrador y que funcionaba por ser un «cuento de hadas urbano». Sin embargo, lo criticó por poner en peligro a Scully. Sarah Stegall otorgó al episodio cuatro estrellas de cinco, elogiando la escritura de Gilligan, quien comentó que era «un genio para las escenas de confrontación», complementando la atmósfera y la presentación del episodio. Criticó la escena final con Scully atada con cinta adhesiva y comentó que la forma en que estaba atada sin apretar no era realista. El hecho de que el «concepto absurdo» del episodio fuera simplemente una «historia paralela» también atrajo una atención positiva, resumiendo su reseña con «por lo demás, una historia de detectives espeluznante y atractiva».
La actuación de Taylor Vince como Gerry Schnauz recibió una atención crítica positiva. La escritora Barbara Barnett en su libro Chasing Zebras declaró que él era memorable como un «asesino psicótico». John Kenneth Muir en su libro Horror Films of the 1990s escribió que Taylor Vince interpretó a uno de los «asesinos en serie memorables y aterradores» de la serie. En un libro posterior, Terror Television American Series 1970–1999, Muir elogió el episodio como un todo, escribiendo que el episodio «provoca pesadillas porque somete a un individuo maravilloso a una situación aterradora que eliminará todo rastro de individualidad de ese personaje». Television Without Pity clasificó a «Unruhe» como el sexto episodio más inductor de pesadillas del programa.